# MPEG-1 Audio Layer 2
MPEG-1 Audio Layer 2 (MP2) ist ein auch als MUSICAM bekanntes und von der Moving Picture Experts Group standardisiertes Verfahren zur verlustbehafteten Audiodatenkompression. Die Abkürzung wird auch als Dateierweiterung für Dateien genutzt, die Audiodaten dieses Typs enthalten.
Während MP2 im PC- und Internet-Bereich im Wesentlichen durch MP3 abgelöst wurde, bleibt es der dominante Standard für digitalen Rundfunk als Teil der DAB- und DVB-Standards. Es wird außerdem vereinzelt bei der DVD eingesetzt.
Aus MPEG-1 Audio Layer 2 hervorgegangen ist das freie, im audiophilen Bereich beliebte Musepack.
Für Details und eine kurze historische Einführung in MP2, siehe MP3.

## Funktionsweise
Am Eingang liegt ein unkomprimiertes, mit fs = 32, 44,1 oder 48 kHz abgetastetes Audiosignal. Dieses wird dann in 32 um den Faktor 32 unterabgetastete Subbänder mit einer Bandbreite fs/64 aufgeteilt. Pro Subband wird ein Skalenfaktor bestimmt, der den höchsten Wert dieses Subbands repräsentiert (also den lautesten Ton) wie auch die Genauigkeit, mit der die Samples in diesem Subband quantisiert werden.

## MPEG Multichannel - Mehrkanalerweiterung von MP2
Siehe Hauptartikel MPEG-2 Multichannel